# University of Waterloo
University of Waterloo – uczelnia publiczna w kanadyjskim mieście Waterloo, w prowincji Ontario, założona w 1957 roku. Ma ponad 1200 wykładowców i około 36 tysięcy studentów. Jest członkiem U15 (grupy uniwersytetów badawczych).
Główny kampus znajduje się na 404 hektarach gruntów sąsiadujących z uptown Waterloo i Waterloo Park.
Uczelnia oferuje programy studiów na sześciu wydziałach i w dziesięciu szkołach wydziałowych, w tym ponad 140 programów kooperatywnych. Prowadzi również trzy kampusy satelitarne i cztery stowarzyszone uczelnie wyższe.
Uniwersytet w Waterloo uważany jest za jeden z czołowych uniwersytetów kanadyjskich w dziedzinie matematyki, informatyki i inżynierii.
W roku 1994 i 1999 zespół z wydziału matematyki wygrał akademickie mistrzostwa świata w programowaniu zespołowym.

## Budynki

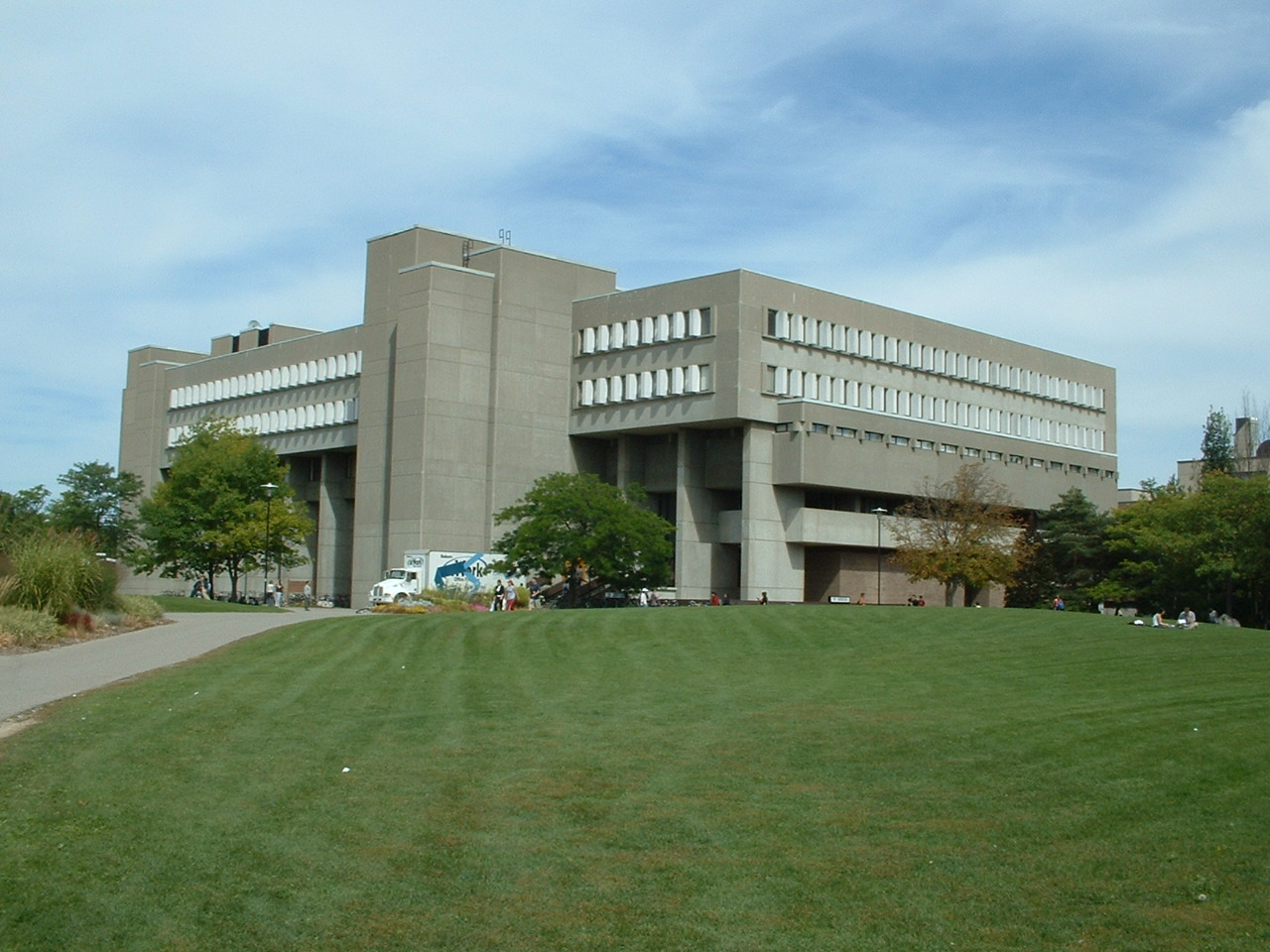
Wydział Matematyki i Informatyki
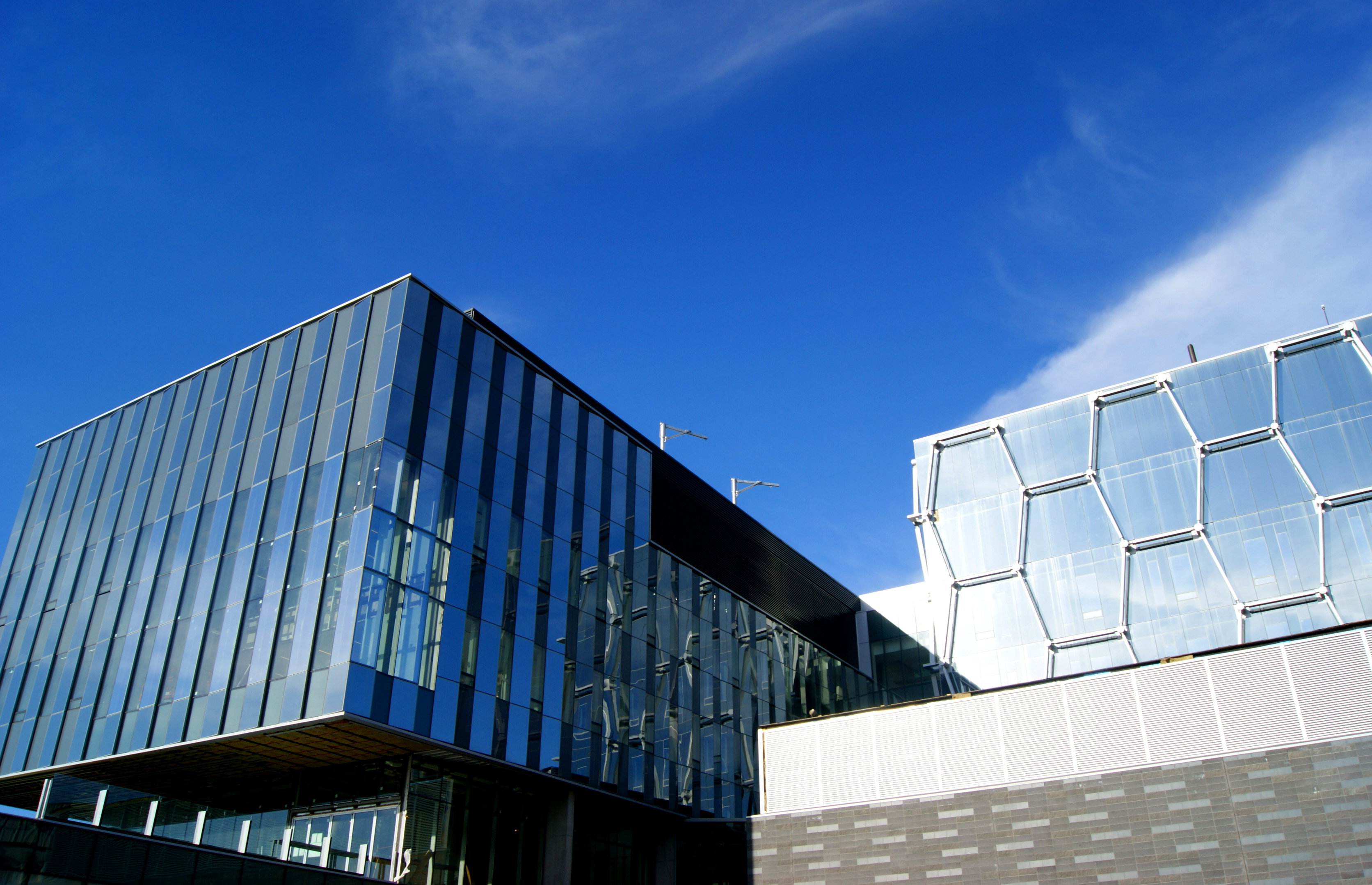
Quantum Nanocenter
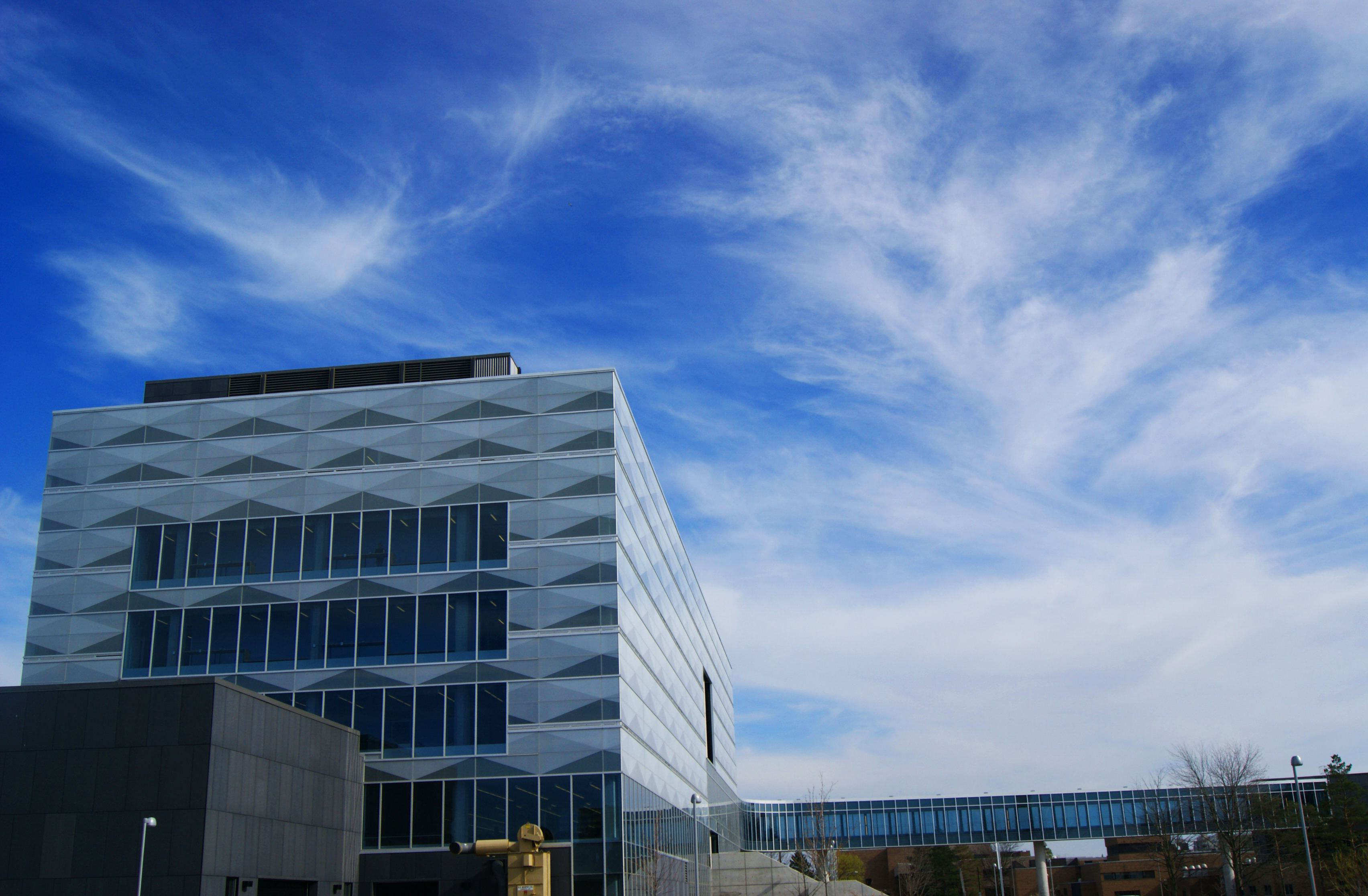
Wydział Inżynierii
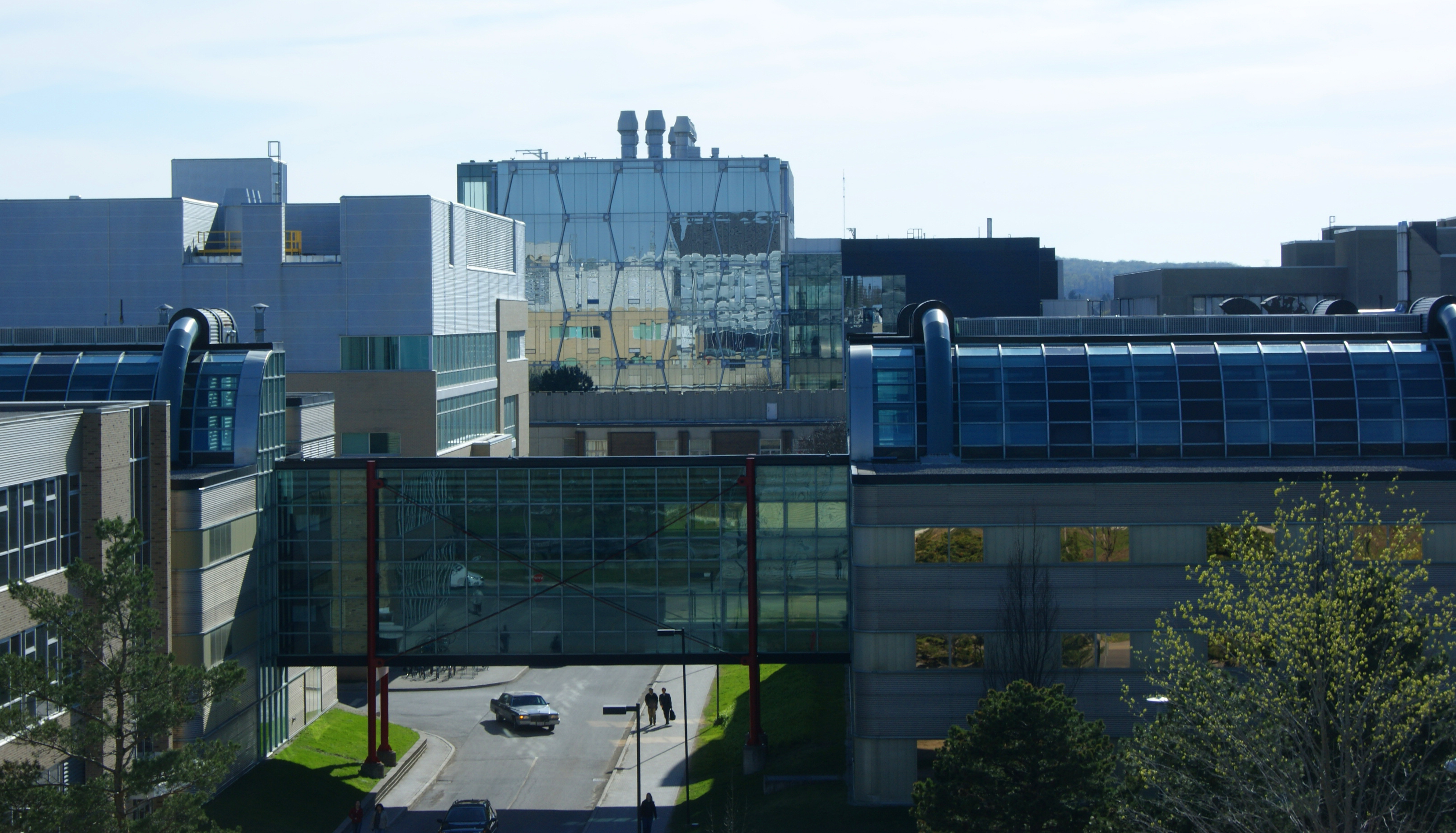
William Davis Computer Research Center
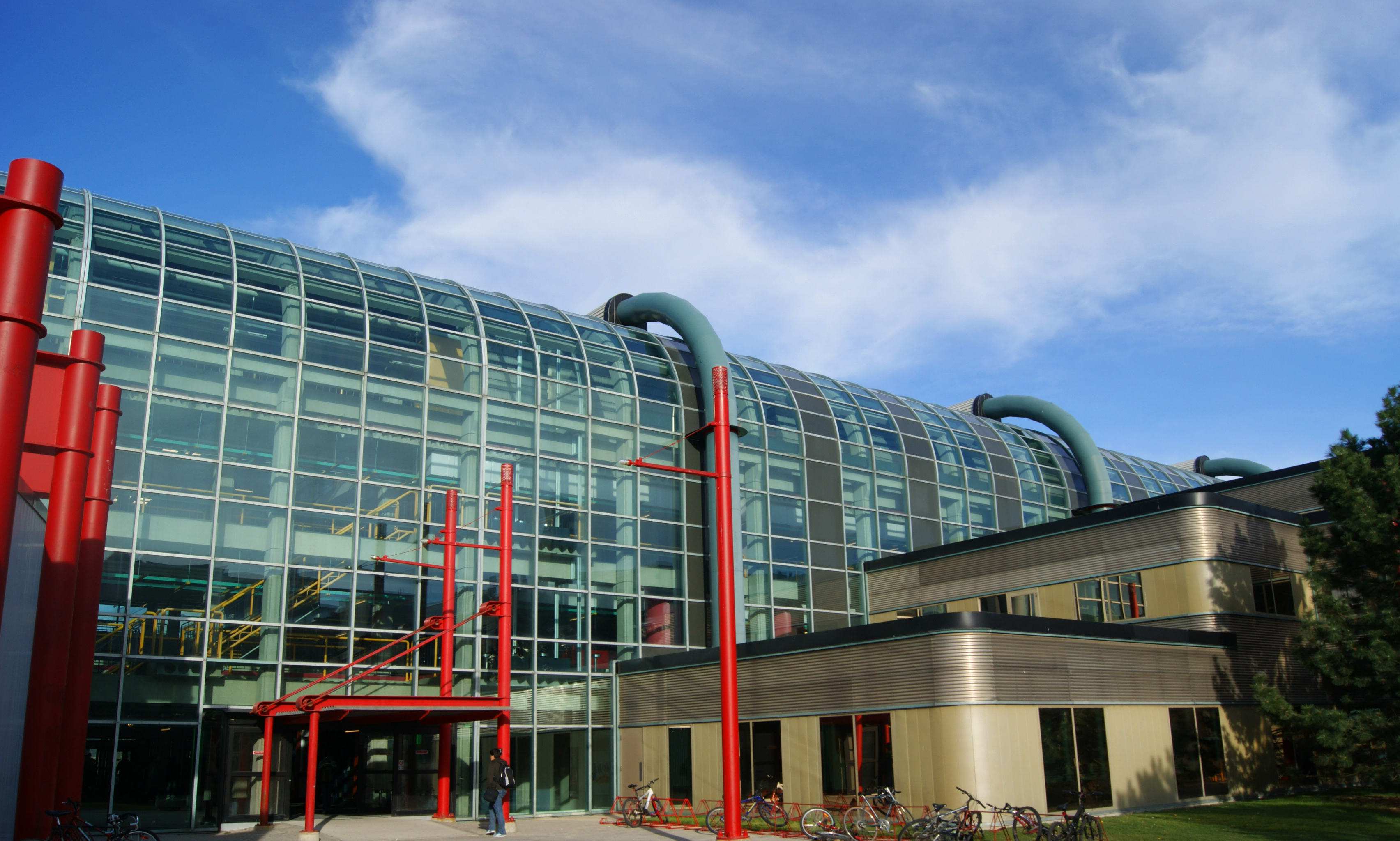
William Davis Computer Research Center